# Myasishchev M-20
Il nome Myasishchev M-20 si riferisce al progetto di un bombardiere strategico portato avanti da Vladimir Michajlovič Mjasiščev a partire dal 1967. Si trattava di uno degli aerei sviluppati come contraltare al programma americano Advanced Manned Strategic Aircraft (AMSA), emesso dall'USAF nel 1965 per sostituire i Boeing B-52. L'M-20 venne previsto in quattro distinte configurazioni, una delle quali fu poi sviluppata ulteriormente diventando il Myasishchev M-18. Tuttavia, questi aerei rimasero interamente sulla carta, poiché i vertici dell'Unione Sovietica decisero che il programma relativo al nuovo bombardiere sarebbe stato portato avanti dall'OKB Tupolev. Il risultato finale fu il  Tupolev Tu-160 Blackjack, tuttora in servizio con la VVS russa.

## Sviluppo
Nel 1967, i vertici militari sovietici si resero conto che era stato un errore cancellare i programmi relativi ai bombardieri strategici ad alte prestazioni, trascurando così la componente strategica aerea. Infatti, la strategia sovietica dei primi anni sessanta puntava essenzialmente sullo sviluppo dei missili balistici intercontinentali. Quindi, i vertici dell'aviazione manifestarono l'esigenza di un bombardiere strategico supersonico, che fosse in grado di sostituire gli ormai obsoleti Myasishchev M-4 e Tupolev Tu-95.
Il requisito prevedeva essenzialmente un velivolo che fungesse da contrappeso al programma AMSA americano, che avrebbe portato allo sviluppo del B-1. Nella sostanza, si richiedeva un aereo che fosse in grado di:
- volare a bassa quota a velocità subsonica con autonomia di 11.000-13.000 km;
- volare a 18.000 metri di quota a velocità altamente supersoniche, nell'ordine dei 3.200-3.500 km/h;
- volare alla velocità di 800-900 km/h a 1.000 metri di quota per 16.000-18.000 km[1].

A partire dallo stesso 1967, quindi, Myasishchev iniziò a lavorare all'M-20, un progetto a lungo termine che aveva per oggetto un velivolo multiruolo in grado di trasportare missili. Il progetto venne formalizzato il 28 febbraio 1968.
Secondo il progetto iniziale, l'aereo avrebbe potuto essere utilizzato in tre diverse varianti:
- aereo da ricognizione armata, con missili e bombe;
- aereo per il contrasto dei trasporti aerei strategici transoceanici (in particolare, aerei cargo ed AWACS);
- aereo antisommergibile con base a terra in grado di operare a distanze nell'ordine dei 5.000-5.500 km dagli aeroporti di partenza[1].

Per quanto riguarda il bombardiere, variante che era stata effettivamente richiesta dalla VVS, Myasishchev ipotizzò complessivamente quattro diverse varianti, ognuna delle quali aveva un certo numero di possibili configurazioni. In particolare, prima il progettista elaborò una versione base, e successivamente l'analizzò in configurazione canard e con ala a geometria variabile. Contemporaneamente, per ogni versione venivano ipotizzate diverse soluzioni tecniche riguardanti equipaggiamento, carico bellico, propulsione ed avionica.
Vennero avviate tutta una serie di ricerche, che avevano il fine di migliorare le prestazioni, l'aerodinamica e l'equipaggiamento, oltre che di incrementare il carico bellico e ridurre i pesi del velivolo. In particolare, le ricerche aerodinamiche furono condotte con la collaborazione dello TsAGI.
Alla fine, l'M-20 rimase sulla carta. Una delle versioni teorizzate per questo aereo, la quarta (quella con ala a geometria variabile), venne però sviluppata ulteriormente e costituì la base per il progetto del Myasishchev M-18. Tuttavia, anche quest'ultimo velivolo non superò mai lo stadio di progetto, visto che i vertici militari sovietici decisero che tutto il programma relativo al nuovo bombardiere sarebbe stato portato avanti dall'OKB Tupolev. La quarta configurazione dell'M-20, utilizzata nel progetto dell'M-18, venne ripresa ed adottata sul progetto definitivo Tupolev, il Tu-160.

## Tecnica
Il progetto preliminare del 1967 prevedeva un velivolo della lunghezza di 50 metri e con un'apertura alare di 28, con un peso al decollo compreso tra le 180 e le 200 tonnellate (di cui 70 di carburante). La propulsione avrebbe dovuto essere assicurata da quattro turbogetti. Questi motori avrebbero dovuto spingere l'aereo alla velocità massima di 3.200 km/h, con un'autonomia di 12.000 km. Il carico bellico previsto era di 15.000 kg, con la possibilità di imbarcare due missili Kh-45. L'equipaggio era di 3 elementi. In seguito, furono progettate le quattro varianti, per ognuna delle quali vennero previste diverse configurazioni. In generale, si trattava di velivoli che adottavano delle soluzioni tecnologicamente avanzate, che avrebbero dovuto essere spinte da quattro turbogetti a doppio flusso Kuznetsov.
- M-20 variante I: basato sulle configurazioni M-20-1, M-20-2, M-20-5 ed M-20-6. In generale, si trattava di un velivolo lungo 48 metri, con un'apertura alare compresa tra i 23 ed i 46 metri. La propulsione avrebbe dovuto essere assicurata da quattro turbogetti da 12.000 kg di spinta l'uno, sistemati tra le due derive, a coda. Il peso a vuoto previsto era di 66.750 kg, quello al decollo di circa 150.000 kg (di cui 76.770 di carburante). Questi propulsori avrebbero dovuto spingere l'aereo a 3.200 km/h. L'autonomia massima era stimata tra gli 11.700 ed i 13.000 km.
- M-20 versione II: basato sulle configurazioni M-20-7, M-20-9 (con un sistema di controllo del regime laminare intorno alle ali, M-20-12, M -20-14 ed M-20-15. Le configurazioni erano piuttosto diverse tra loro (differenze riguardanti la geometria delle ali, la presenza o meno di alette canard, la posizione dei motori).
- M-20 variante III: basato sulle configurazioni M-20-16, M-20-17, M-20-18, M-20-19 ed M-20-21. In generale, si trattava di modelli caratterizzati da canard ed ala a geometria variabile, il cui peso al decollo superava le 300 tonnellate.
- M-20 variante IV: basato sulle configurazioni M-20-22, M-20-23 (con ala a geometria variabile e piano di coda a T) ed M-20-24 (con ala a delta e fornito di un sistema per il controllo dei flussi intorno alle ali). In generale, si trattava di velivoli con un peso al decollo compreso tra i 300.000 ed i 325.000 kg, che avrebbero potuto raggiungere i 345.000 in caso di utilizzo di serbatoi esterni. Questa variante venne utilizzata come base per lo sviluppo dell'M-18.